# Вознесенська вулиця (Харків)
Вознесенська вулиця — вулиця в Салтівському районі Харкова. Починається від Харківської набережної і йде на схід до майдану Оборонний Вал.

## Історія і назва
Вознесенська вулиця розташована на місці колишньої Немишлянської слободи. Перша назва цієї вулиці, отримана в 1804 році — Немишлянська. У 1846 році її перейменували в Дворянський провулок, оскільки вона з'єднувала Дворянську набережну (нині Харківська набережна) з Дворянською вулицею (нині вулиця Юлія Чигирина). В 1860-і роки провулок перейменували у вулицю Вознесенську. Ім'я німецького філософа Людвіга Фейєрбаха вулиця отримала в 1922 році.
У XVIII—XIX століттях вулиця була зв'язана з Міщанською вулицею (нині Громадянська), по колишньому Міщанському мосту через річку Харків.
29 квітня 2024 року Харківська міська рада повернула вулиці історичну назву — Вознесенська.

## Будинки
- Будинок № 3 — Це дворове місце належало старшинському і дворянському роду Алфьорових, який вівся від сотника Сумського полку Марка Алфьорова. Садиба Алфьорових упродовж життя в ній кількох поколінь розбудовувалася, в домі збиралися представники харківської знаті, які мали вагу в житті міста. В 1866 році до Харкова прибув новий губернатор, Петро Дурново, і купив садибу Алфьорових. Упродовж губернаторства Дурново садиба була осередком активного громадського життя. У 1870 році П. П. Дурново залишив Харків, а садиба пізніше була куплена Ю. Л. Борткевичем. При новому господареві будівлі почали здавати в оренду, а також влаштували в садибі горілчаний завод. Ще пізніше, після революції 1917 року, садибу було націоналізовано[1].
- Будинок № 5 — Пам'ятка архітектури Харкова, охорон. № 624. Житловий будинок початку XX століття, архітектор невідомий. Імовірно, насправді будинок був зведений раніше. Це флігель, що був розташований при в'їзді в маєток графів Сіверсів. Зокрема, тут провів дитинство Олександр Карлович Сіверс, який пізніше став Харківським губернатором. Флігель був двічі перебудований[4].
- Будинок № 8 — Це дворове місце купив у 1830-х роках підполковник артилерії Ф. Д. Лихачов і у 1841 році побудував дім за типовим проєктом. По смерті батьків будинком володіла одна з дочок Лихачова, Клеопатра, яка вийшла заміж за багатого поміщика Івана Катеринича. В маєтку Катериничів у селі Марківці в 1846 році гостював Тарас Шевченко, який написав акварельні портрети Катеринича і його матері Марії Федорівни. Після реформи 1861 року сім'я Катериничів постійно проживала в Харкові, і написані Тарасом Шевченком портрети зберігалися в цьому домі. Зараз портрети в Національному музеї Тараса Шевченка в Києві[5].
- Будинок № 10 — Колишня ортопедична лікарня Юліуса Фінка[6].
- Будинки № 13/5, 14/4 — Дорожна клінічна лікарня[7]. Будівлі виходять на Вознесенський майдан. Пам'ятки архітектури Харкова, 1914 рік, архітектор Олександр Ржепішевський, колишня лікарня Червоного Хреста.